# Gerry Watson
Gerald Francis „Gerry“ Watson (* 28. September 1949 in Cornwall, Ontario, Kanada; † 7. Januar 2023 in Pattaya, Thailand) war ein kanadischer Poolbillard- und Snookerspieler. Er gewann mehrfach die kanadische Poolbillard-Meisterschaft und war in den 1980ern einige Jahre lang Snooker-Profi.

## Karriere
Watson wurde in Cornwall in Ontario geboren. In seiner Jugend spielte er Eishockey und wurde bereits von einem Scout der Toronto Maple Leafs beobachtet. Nach einer Fußverletzung wechselte er aber zum Poolbillard. In der Universität galt er bereits als großes Talent. Nach seinem Abschluss arbeitete er für einige Zeit als Beamter, ehe er sich dem Poolbillard widmete. Mit ersten Exhibitions und Turnierteilnahmen finanzierte er dann seinen Lebensunterhalt. So nahm er beispielsweise 1975 an den Canadian Open teil und unterlag mit 8:9 knapp Kanadas dominierendem Snookerspieler Cliff Thorburn im Auftaktspiel. Seit 1983 veranstaltet Watson im gesamten Kanada eine Poolbillard-Show, mit der von einem Veranstaltungsort zum nächsten tingelt. 1983 wurde Watson offiziell Profispieler im Snooker. In der folgenden Zeit nahm er aber nur sporadisch an den Profiturnieren teil, die zumeist in England stattfanden. Nur an der Canadian Professional Championship nahm er regelmäßig teil und erreichte zweimal das Viertelfinale. Abgesehen davon erreichte er beim Grand Prix 1985 die Runde der letzten 64, wodurch er sich auf Platz 96 der Snookerweltrangliste platzierte. Bereits 1988 zog sich Watson vom Snooker wieder zurück und verlor 1992 offiziell seinen Profistatus.
Danach konzentrierte er sich wieder mehr aufs Poolbillard. 1994 gewann er die Staatsmeisterschaft von Québec im 8-Ball, weitere Titel holte er in Ontario und in den Vereinigten Staaten. Dreimal wurde er auch gesamtkanadischer Meister im 8-Ball, zwei weitere Male im 9-Ball. Mehrfach nahm er zudem an Weltmeisterschaften teil, wobei er 1998 erst im Halbfinale ausschied. Noch Anfang der 2000er-Jahre gehörte er zu den besten Poolbillardspielern Nordamerikas. 2006 wurde er in die Sports Hall of Fame seines Geburtsortes aufgenommen.
Watson lebte einzige Zeit lang in Tulsa, später wohnte er in Manila. Er starb am 7. Januar 2023 mit 73 Jahren im thailändischen Pattaya an einer Lungenentzündung.

## Spielweise
Watson spielte sehr schnell und galt als recht nervenstark.

## Veröffentlichungen
- Gerry Watson: 101 Big Pool Shots: The Pool Players Guide to Excellence. GW Enterprises 2005, ISBN 0-9735354-0-7.
- Gerry Watson: An Afternoon with Gerry Watson: Learn with Canada's Premier Billiard Entertainer, Simitar Entertainment, Inc. 2006, VHS-Kassette